# Celestina
A Celestina a spanyol irodalom egyik legrégebbi és legfontosabb alkotása. Kis túlzással állíthatnánk, hogy a Celestina a spanyolok Rómeó és Júliája. Már megjelenésekor nagy népszerűségnek örvendett. Szerzője Fernando de Rojas, bár az első színt nem ő írta, hanem Juan de Mena vagy Rodrigo de Cota. A mű későbbi kiadásai tartalmazzák de Rojas egy barátjának írt levelét, amelyben bevallja, hogy a darab első színét és a második bekezdését salamancai tanulmányai alatt találta, s mivel megtetszett neki, de nem tudta, hogyan végződik, megtoldotta még 15 színnel. Viszont Fernando de Rojas a mű második színébe ügyesen beleillesztett egy akrosztichont, amelyben felfedi szerzőségét és származási helyét.

## Kiadása
Vitatott, hogy a Celestina mikor látott először napvilágot. Egyes kutatók szerint legelső kiadása Burgosban jelent meg 1499-ben Calisto és Melibea komédiája címen. Ebből egy példányt New Yorkban őriznek. Más vélemény szerint a mű először 1500-ban jelent meg nyomtatásban Toledóban. A toledói kiadás tartalmazza a már említett akrosztichont és a prológust is, és 16 színből áll.
1502-ben Sevillában újra kiadták Calisto és Melibea tragikomédiája címmel. Ekkor már 21 színt tartalmazott, és kiegészítették egy magyarázó prológussal is, amely szerint a világon minden dolog eredete a harc és a gyűlölet.

## Műfaja
Csakúgy mint a szerzője és az első kiadás helye és időpontja, a műfaja is vita tárgya. Egyesek szerint egyszerre dráma és regény. Mások dialogizált regénynek tartják. Legtöbben ódzkodnak a dráma kategóriájába illeszteni, mivel a több helyszín és időpont miatt a 20. századig nem igazán tudták színpadon előadni, általában csak felolvasták.
Számos jellegzetessége miatt hasonlóságot mutat a humanisztikus komédiákkal, ilyenek például az egyszerű és lassan kibontakozó cselekmény, a mű belső felosztása, a párbeszéd egyeduralma, a látványosságra törekvés. Ellentmond viszont ennek a kategóriának tragikus befejezésével és azzal, hogy nem latinul íródott.
Tulajdonképpen összefoglalva azt mondhatjuk, hogy noha a Celestina a drámához áll legközelebb, valójában egyetlen irodalmi műfajba sem illeszthető bele.

## Magyar előadások
A darab első jegyzett magyar előadására a Nemzeti Színházban került sor, 1973. március 2.-án, Iglódi István rendezésében, András László fordításában, Gobbi Hilda (Celestina) és Szersén Gyula (Calixto) főszereplésével.

## Szerkezete
Színekre való felosztásától eltekintve a művet három részre oszthatjuk:
- Prológus: Calisto és Melibea találkozása.
- Első rész: Celestina és a szolgák beavatkozása és ezek halála, valamint az első szerelmes éjszaka.
- Második rész: A bosszú. Calisto meghal és Melibea öngyilkos lesz. Pleberio gyásza.

María Rosa Lida de Malkiel aláhúzza az ok-okozat jelentőségét a darabban. A cselekmény ilyen szempontból kiszámíthatóan alakul, minden történés valamilyen előző cselekedet következménye, s csak kevés jelenet kivétel e szabály alól. A mű egyik üzenete, hogy előbb-utóbb megfizetünk tetteinkért, a felelősség alól nem menekülhetünk.

## Témái
Többek között a szerelem, halál, irigység, mágia, bosszú, vagyon.
A szerző vizsgálja azt a szerelmi hagyományt, mely szerint a társadalmi rétegekből nem szabad kitörni, s amely szerint ez a nemes érzelem csak a felső, kifinomult osztály privilégiuma és a szegényebb osztályok nem képesek átélni. Több formáját is felfedezhetjük, és Pleberio és Alisa (Melibea szülei) kivételével az összes szereplőt ez az érzelem hajtja. A kor elvárásai és szokásai szerint Calisto lovagias szerelmet kéne hogy ápoljon, viszont neki ehhez nincs türelme. Ilyen értelemben a mű parodizálja a lovagias szerelmet. Előző kapcsolataival henceg és bármi áron, de Melibeát akarja, akit istenít. Szerelme Melibeával inkább romantikus és szenvedélyes. Őrült szerelem az övék, amely Melibeát is megrészegíti, s a saját és a szülei jóhírével nem törődve az éjszaka leple alatt találkozik Calisto-val a kertben, s fittyet hányva az erkölcsre és a szeméremre azt sem bánja, hogy az együttlétük alatt figyeli őket Lucrecia, a szolgálólány. Pármeno és Sempronio szerelme Elicia és Areusa iránt csak testi szerelem. Celestina a szerelmet anyagi javak forrásaként használja. Neki a szerelem nyilvános dolog, Calisto és Melibea románca rá is tartozik. A történet moralizáló tanulsága a tragikus véggel kihangsúlyozza, hogy a megannyi önző érdek csakis rosszul végződhet.
Francisco José Herrera rámutat, hogy mint hajtómű, az irigység és a kapzsiság az alsó társadalmi rétegben az nemesség szerelmi indulatát helyettesíti.

## Cselekménye
Calisto egy sólymot kergetve Melibea családjának kertjébe téved, ahol meglátja a lányt és beleszeret, annak ellenére, hogy a lány elutasítja.
Szolgája, Sempronio tanácsára Calisto Celestiná-tól kér segítséget, hogy Melibea szívét megszerezze. Celestina egy volt prostituált, aki most bordélyában két szajhát alkalmaz, Eliciá-t és Areúsá-t. Bejárása van több családhoz is mint a kenőcsök, gyógyfüvek, ráolvasások szakértője, s így kerítőnőként is tevékenykedhet, titkos találkákat szervez és magányos fiatalokat boronál össze.
Pármeno, Calisto másik szolgája megpróbálja gazdáját lebeszélni, de amikor látja, hogy a fiúnak csak vágyai teljesítése számít, ő is csatlakozik Sempronio-hoz és Celestiná-hoz, ajándékok és pénzjutalom reményében. Celestina Pármeno hűségét Areúsa bájaival is biztosítja, majd eléri, hogy Melibea tényleg beleszeressen Calisto-ba. 
Calisto hálából egy arany övet ajándékoz Celestinának, aki ezt nem hajlandó megosztani a két szolgával, Pármenóval és Sempronióval, mire föl ezek megölik. Ám tettük súlya alól nem menekülnek, börtönbe kerülnek és elítéltetnek.
Elicia és Areúsa, miután elvesztették Celestiná-t és szerelmeiket, bosszúból lefizetik Centuriót, hogy ölje meg Calistót. Centurio viszont csak egy szájhős, nem hajtja végre a gyilkosságot. Miközben Calisto Melibeával ünnepli a szerelmet a kertben, kiabálást hall. Abban a hiszemben, hogy a szolgái bajban vannak, átugorja a kerítést, leesik és meghal. Melibea elkeseredésében öngyilkos lesz. A darab Pleberio jajveszékelésével ér véget, aki gyászában megbocsát a forrófejű fiataloknak.

## A szereplők jellemzése
Fernando de Rojas kitűnő tehetséggel rajzolta meg a darab szereplőit, akik a lélektani mélység hatására valóban élethűnek mutatkoznak, mindannyian egyedi belső világgal, eltérően a középkori irodalom tipikus karaktereitől. Erős egyéniségek, önzőek és képtelenek az önfeláldozásra, viszont olykor változáson mennek keresztül. 
Az író két, egymással szemben álló csoportba tartozó szereplőket alkalmaz: a felső társadalmi réteget, a gazdag uraságot (Calisto, Melibea, Pleberio, Alisa) és az alsó réteget (Pármeno, Sempronio, Tristán, Sosia, Elicia, Areúsa), mindazonáltal Celestina és Lucrecia egyikbe sem illik bele, mivelhogy ellentétük kulcsfontosságú a darabban: Celestina a cselekmény egyik mozgatórúgója, megtestesíti a pezsgő életet, míg Lucrecia maga a visszafogottság.

### Celestina
A mű főszereplője, központi alakja, fontosságának ékes bizonyítéka, hogy a darab az ő nevén ismert. Élvezi az életet, kapzsi és virgonc, remek emberismerő, de ezt a tulajdonságát gyakran elhomályosítja pénzéhsége, ami később vesztét okozza. A középkor sötét és bűnös oldalát szimbolizálja. Szexuális vágy hajtja, áskálódik és befolyásol, gerinctelen és vallja, hogy a testi szerelmet hirdetni kell és könnyen elérhetővé tenni. Szereti a bort és ördögien agyafúrt. Bordélyházat vezet, titkos randevúkat szervez, kenőcsöket, gyógynövényeket, bájitalokat és ékszereket árul; mindezt igen hasznosnak tartja s ezért kellőképp gőgös is. Mivelhogy boszorkány, nem retten vissza attól sem, hogy az ördöggel kössön szövetséget, hogy céljait elérje.

### Calisto
Ifjú úr, akit csak vágyainak teljesítése érdekel, mindegy, milyen áron, s nem számít neki, ha rámegy a vagyona. Önző és gátlástalan, elvakultságában nem hallgat Pármeno-ra, aki óva inti Celestina módszereitől. A testi vágytól elvakultan Melibea mellett közönségesnek és vulgárisnak hat. Miután Melibea visszautasítja, nem gondol házasságra, csak a tiltott szerelemre. Őrült szerelmes, aki tragikus véget ér.

### Melibea
Akaratos leányzó, aki kételkedés nélkül fejlődik a tiltakozástól a teljes megadásig. Tartózkodása erőltetett és természetellenes, a képmutatás rabságából szeretne kitörni, fenntartva a tisztesség látszatát, de önuralmának elvesztésével a tisztességét is veszélybe sodorja. Szenvedélye valósághűbb és kevésbé fennkölt, mint Calistó-é. Először erényes szűznek mutatja magát, pedig nagyon is tudja, mit akar. Calisto halála kényes helyzetbe hozza.

### Pármeno
A darab talán legtragikusabb alakja, mivel a többiek rontják meg. Anyja, Claudina valaha Celestina társa volt, ezért próbálja Calistó-t figyelmeztetni, hogy Celestina veszélyes, de ura megalázza. Areúsa iránti szerelme végképp romlásba dönti és az anyagi haszon elvakítja, s már csak érdekből segíti a románc alakulását.

### Sempronio
Már rég kiábrándult a munkájából, merő kapzsiságból szolgálja urát és számításból ajánlja neki Celestina szolgálatait. Eliciá-val tart fenn kapcsolatot.

### Elicia és Areúsa
Celestina prostituáltjai, gyűlölik a férfiakat és irigylik Melibeá-t, bérgyilkost fogadnak Calisto megölésére. Míg az egyiknek már állandó ügyfelei vannak, a másiknak, tapasztalatlanságából eredően, még nincsenek. Elicia csak a mának él, s nem érdekli sem a múlt, sem a jövő, sem az, ami körülötte történik. Csupán Celestina halála ébreszti a valóságra. Areúsa már öntudatosabb. A gyilkosság, amit terveznek, nem is annyira szerelmeik halálának megtorlása, mint bosszú azért, hogy ők biztonság nélkül maradtak és a gazdagok iránti gyűlöletük kitörése.

### Melibea szülei
Alisa egyáltalán nem áll közel a lányához, Melibea házasságát tervezi anélkül, hogy ezt megbeszélné a lányával.
Pleberio imádja a lányát és úgy érzi, annak halálával az ő élete is értelmét vesztette. A szerelem erejét siratja, s panaszkodik, hogy a sok fáradozásának gyümölcse csak a magány.

## Stílusa
Egyszerre fennkölt és közönséges, attól függően, melyik szereplő beszél, ugyanis a nyelv segít a jellemek és a társadalmi helyzet meghatározásában. Megtalálható a műben a hiperbaton, kultizmusok és görög vagy latin idézetek, de szintén helyet kaptak a közmondások, szólások, tömör mondatok is. Említést érdemelnek még a paralellizmusok és az antitézis. Jelentősek még a monológok, melyek segítenek a jellemrajzban és a szereplők lelki tusájának bemutatásában, valamint az irónia.

## Magyarul
- Celestina. Calisto és Melibea tragikomédiája; ford. Károlyi Sándor, átdolg., kieg., versford. Szőnyi Ferenc, utószó Kulin Katalin; Európa, Bp., 1979
- Celestina; ford. Jánosházy György; Mentor, Marosvásárhely, 2002 (Könyvbarát)
- Celestina. Calisto és Melibea tragikomédiája; ford. Szőnyi Ferenc; Eötvös, Bp., 2010 (Eötvös klasszikusok)